# 特殊切手
特殊切手（とくしゅきって）とは国家的宣伝、キャンペーン、文化財の紹介などの意図をもって発行される切手に対する呼称である。

## 概要
特殊切手は毎年同時期に発行されるものや、特定のテーマを与えられてシリーズとして発行されるものもある。また記念切手と同じように一定枚数のみ印刷され、場合によっては販売される郵便局や販売期間、郵便に使用できる期間までも制限されるのが特徴であるため記念切手の一種でもある。ただし、このような呼び分けは日本および中国におけるものである。そのため実際には両者の区別も曖昧な面もある。また2008年現在、日本郵便は記念切手とシリーズ切手を一括して「特殊切手」と表現している。

## 欧米の特別（特殊）切手

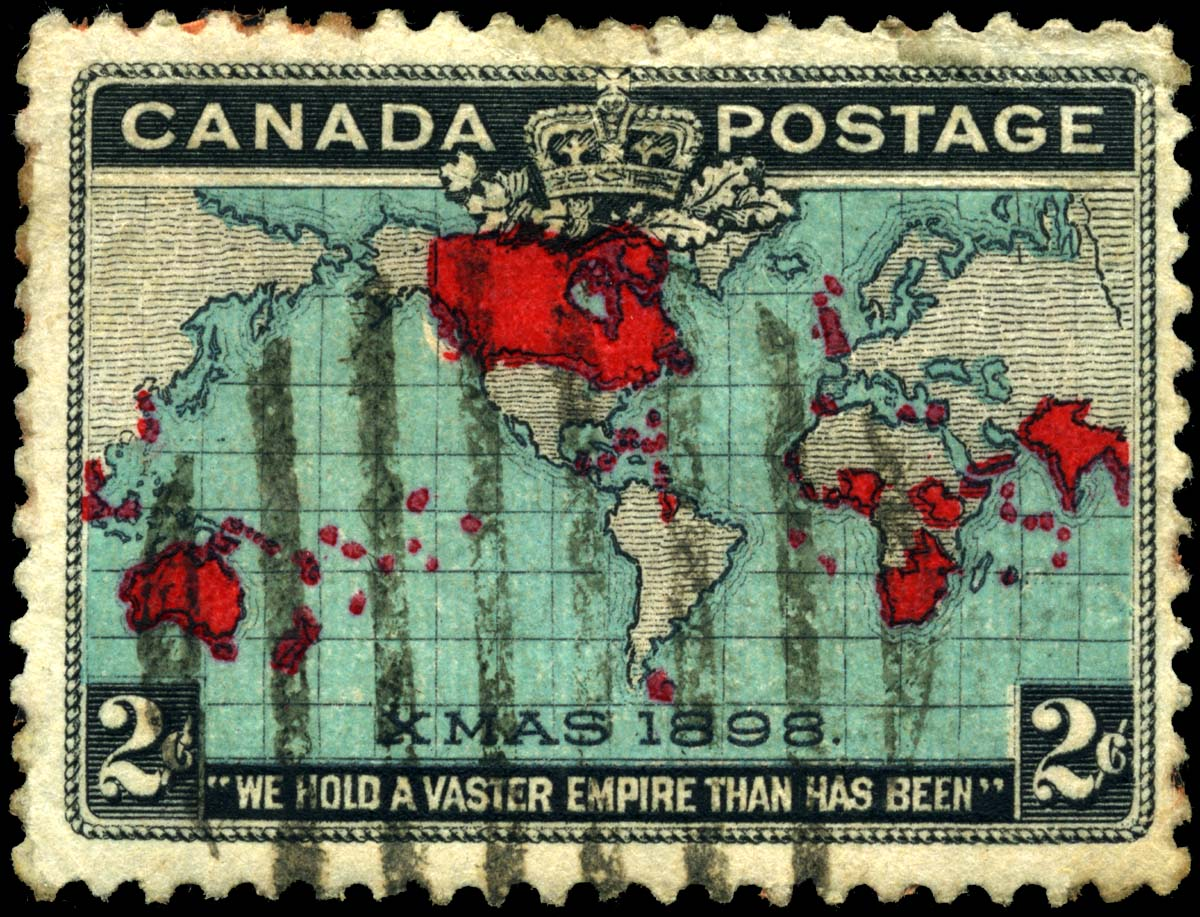
1898年にカナダで発行されたクリスマスの文字入り切手

欧米圏における特殊切手に類する呼称をする切手として、スペシャル（特別）切手がある。これは毎年恒例行事の際に発行される、切手について呼ばれるものである。その類型に入るものとしてクリスマスにクリスマス・カード用に用意されるクリスマス切手やバレンタイン（結婚式の案内状の郵送にも使用される）のラブ切手、そして中国や日本など年賀状に使用する年賀切手などのようにその季節の行事のために挨拶状（グリーティングカード）を郵送するために大量に使用される。
また独立記念日のような恒例行事を記念する切手や特定のキャンペーンをテーマにするような切手が毎年発行されるが、こちらは記念切手の性格ももつ切手であると言える。
一方、欧米においては日本でいうところの特殊切手は全て記念切手の範疇に含められてしまう。ただし観光宣伝や文化財の紹介など、なんらかのテーマで発行される切手は世界各国に存在する。

## 日本の特殊切手
日本における最初の特殊切手は、1935年12月1日に発行された年賀切手である。日本では既に1899年から年賀郵便特別配達のサービスを行っていたが、この時初めて発行されたのが「昭和11年用年賀切手」であった。
特定のテーマを選定してシリーズ化した特殊切手として「国立公園切手」がある。1936年7月10日に「富士箱根国立公園」の風景を描いた4種セットが発行され、1941年まで8回発行された。そのうち2種は当時日本の統治期の台湾の国立公園を描いたものであり、全国発売はされず台湾と東京中央郵便局のみで発売された。なお、国立公園のシリーズは戦争による中断を挟んで1956年まで続けられた後に1962年から1974年まで再び発行されたため切手収集家は前者を「第一次国立公園切手」、後者を「第二次国立公園切手」と呼称する。
また日本で発行時に記念切手か特殊切手かの分類方法として、切手発行日当日に使用される初日印（切手発行日当日の郵便印）がある。記念切手では毎回特印と呼ばれるデザインされた消印が使用され、これによって初日カバーなどの製作に使われるが特殊切手では長年にわたり使われることはなく普通切手と同じく初日カバー製作時には風景印もしくはハト印が使用されていた。ただし、1974年2月20日に発行された昔ばなしシリーズ第2集「つる女房」から絵入ハト印が使用されるようになった。そのため絵入ハト印が使用される場合には特殊切手と言えるため、以前から特印が使用されていた切手趣味週間や国際文通週間などのキャンペーン切手は記念切手扱いであるといえる。また、特印が使用されないふるさと切手も特殊切手といえる。